# Timo Joensuu

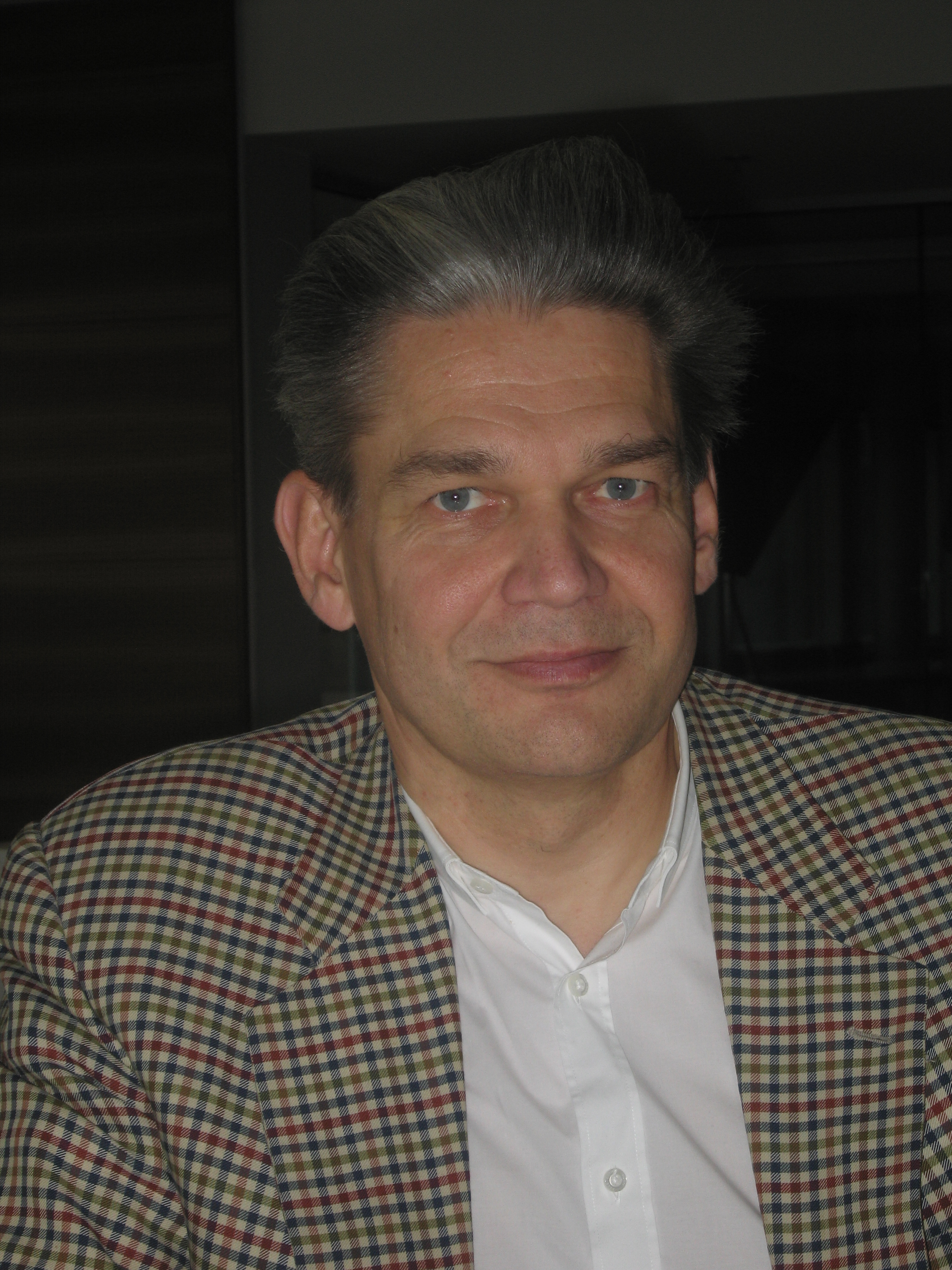
Timo Joensuu

Timo Joensuu, född 27 februari 1959 i Nokia, Finland, är en finländsk onkolog samt en av grundarna och överläkare vid Docrates Cancersjukhus.
Joensuu studerade medicin vid Tammerfors universitet och blev med. lic. 1985. 1991–1993 arbetade han i Paris vid Frankrikes nationella medicinska forskningsinstitut INSERM, Institut national de la santé et de la recherche médicale, och disputerade 1992 vid Tammerfors universitet. Sedan 2005 är han docent i klinisk onkologi vid Helsingfors universitet. Joensuu specialiserade sig på cancersjukdomar och strålbehandling 1993–1998 vid Helsingfors Universitets Centralsjukhus (HUCS) där han arbetade som specialistläkare 1993–2007. Från 2007 är han överläkare vid Docrates Cancersjukhus och sjukhusbolagets styrelsemedlem.
Joensuu har publicerat och medarbetat i talrika vetenskapliga artiklar om cancersjukdomar och cancerterapier samt en bok om prostatacancer. Joensuu var den första onkologen i Norden som började tillämpa IMRT (intensitetsmodulerad strålbehandling). Han har tagit i bruk flera nya strålbehandlingstekniker samt nya undersökningsmetoder och behandlingsmetoder vid bland annat prostatacancer.
Joensuu har verkat i styrelsen för Finlands Prostatacancerförening Propo rf och som sakkunnig vid internationella cancerforskningsorganisationer.
Hälsovårdstidningen Mediuutiset (Dagens Medicin i Finland) utnämnde Joensuu till årets hälsovårdsfrämjare 2010.